# Mahíde
Mahíde ist ein nordspanischer Ort und Hauptort einer 310 Einwohner (Stand: 2024) zählenden Gemeinde (municipio) in der Provinz Zamora in der Autonomen Gemeinschaft Kastilien-León. Zur Gemeinde gehören neben dem gleichnamigen Hauptort Mahíde auch die Ortschaften Boya, Pobladura de Aliste, San Pedro de las Herrerias und Las Torres de Aliste.

## Lage und Klima
Mahíde liegt im Westen der Provinz Zamora in einer Höhe von ca. 823 m nahe der Grenze zu Portugal. Die Provinzhauptstadt Zamora ist etwa 80 Kilometer (Fahrtstrecke) in südöstlicher Richtung entfernt. Die winterlichen Temperaturen sind durchaus kühl, im Sommer dagegen ist es warm bis heiß; Regen (ca. 676 mm/Jahr) fällt mit Ausnahme der Sommermonate übers ganze Jahr verteilt.

## Bevölkerungsentwicklung
| Jahr      | 1970 | 1981 | 1991 | 2001 | 2011 | 2021 |
| Einwohner | 1209 | 750  | 651  | 546  | 400  | 298  |

Der deutliche Bevölkerungsrückgang seit den 1950er Jahren ist im Wesentlichen auf die Mechanisierung der Landwirtschaft, die Aufgabe bäuerlicher Kleinbetriebe und den daraus resultierenden Arbeitsplatzmangel auf dem Land zurückzuführen (Landflucht).